# Національна академія наук США
Націона́льна акаде́мія нау́к США (англ. United States National Academy of Sciences) — провідна наукова організація США, утворена 3 березня 1863 актом Конгресу, підписаним президентом Авраамом Лінкольном.
Академія служить «радником нації в питаннях науки, техніки і медицини». Члени академії працюють на громадських засадах.
Нові академіки обираються довічно таємним голосуванням дійсних членів. Обрання академіком вважають одним з найпочесніших символів визнання наукових заслуг.
Керує академією рада з 12 членів на чолі з президентом. Президент і члени ради обираються на 6 років, президент може бути обраний не більше ніж на два терміни.

## Загальна характеристика
Станом на 2016 рік, Національна академія наук нараховує близько 2400 членів НАН і 500 іноземних партнерів. Приблизно 190 членів здобули Нобелівську премію. Національна академія наук є членом Міжнародної ради з питань науки (ICSU). Хоча формальних стосунків із державними та місцевими академіями наук немає, часто відбувається неофіційний діалог.
Національною академією керує Рада з 17 членів (в тому числі президент, віцепрезидент, міністр внутрішніх справ, міністр закордонних справ і скарбник), до якої входять 12 радників, обраних з-поміж членів Академії. Її персонал очолює виконавчий директор NAS. Агентства уряду США фінансують близько 85% діяльності Академії. Інше фінансування надходить від місцевих урядів, приватних фондів і промислових організацій.

## Нагороди
Національна академія наук США вручає такі нагороди:
- медаль Чарльза Дуліттла Валькота[en] — за внесок у вивчення докембрійського та кембрійського геологічного періоду
- медаль Александера Агассіза — за внесок у розвиток океанології;
- медаль Мері Кларк Томпсон[en] — за внесок у геологію та палеонтологію;
- медаль Джессі Стівенсон-Коваленко[en] — за внесок у медичні науки;
- медаль Генрі Дрейпера — за досягнення у астрофізиці;
- медаль Джеймса Крейга Вотсона — за внесок в астрономію;
- премія Джона Карті — за видатні наукові досягнення;
- медаль Барнарда — за відкриття у фізиці, астрономії чи прикладні наукові досягнення, що служать розвитку суспільства;
- Public Welfare Medal;
- медаль Даніеля Жиро Елліота;
- медаль Лоуренса Сміта[en];
- медаль Гілберта Моргана Сміта[en];
- Медаль Арцтовського — відзнака, якою нагороджуються астрофізики «за дослідження сонячної фізики та сонячно-земних відносин».
- премія Комстока з фізики — за внесок у фізику;
- премія Національної академії наук США за науковий огляд[en] — за внесок у наукове рецензування;
- премія НАН США з молекулярної біології[en];
- премія НАН США з нейронаук[en];
- премія НАН США з математики[en];
- премія НАН США з хімічних наук[en];
- премія Вільяма Бейкера за ініціативи з досліджень[en];
- премія Зельмана Ваксмана з мікробіології[en];
- премія Аткінсона з психологічних та когнітивних наук[de];
- премія Коццареллі

## Наукові видання Академії
- Proceedings of the National Academy of Sciences of the United States of America
- PNAS Nexus
- Biographical Memoirs of the National Academy of Sciences
- Issues in Science and Technology[en]